# Superlega
Superlega är den högsta serien för herrklubblag i volleyboll i Italien. Serien har funnits sedan 1946 och arrangeras av Lega Pallavolo Serie A i samarbete med FIPAV. Serien kallades ursprungligen Serie A. Den bytte namn till Serie A1 1977 och har haft sitt nuvarande namn sedan 2014. Vinnaren blir italiensk mästare medan lag som degraderas får spela i Serie A2. Modena Volley är mest framgångsrika lag med 12 segrar.

## Resultat per år
| Säsong  | Mästare                                           | Tvåa                                          |
| ------- | ------------------------------------------------- | --------------------------------------------- |
| 1946    | Robur Ravenna (1)                                 | Borsalino Pallavolo                           |
| 1947    | Robur Ravenna (2)                                 | Borsalino Pallavolo                           |
| 1948    | Robur Ravenna (3)                                 | Lega Navale Vercelli                          |
| 1949    | Robur Ravenna (4)                                 | Pallavolo Parma                               |
| 1950    | Pallavolo Parma (1)                               | Robur Ravenna                                 |
| 1951    | Pallavolo Parma (2)                               | Robur Ravenna                                 |
| 1952    | Robur Ravenna (5)                                 | Multedo 1930 Genova                           |
| 1953    | Minelli Modena (1)                                | Multedo 1930 Genova                           |
| 1954    | Minelli Modena (2)                                | Avia Pervia Modena                            |
| 1955    | Minelli Modena (3)                                | Villa d'Oro Pallavolo                         |
| 1956    | Villa d'Oro Pallavolo (1)                         | Minelli Modena                                |
| 1957    | Avia Pervia Modena (1)                            | Sestese Volley                                |
| 1958    | Villa d'Oro Pallavolo (2)                         | Avia Pervia Modena                            |
| 1959    | Avia Pervia Modena (2)                            | Villa d'Oro Pallavolo                         |
| 1960    | Avia Pervia Modena (3)                            | Villa d'Oro Pallavolo                         |
| 1961    | Villa d'Oro Pallavolo (3)                         | Avia Pervia Modena                            |
| 1962    | Avia Pervia Modena (4)                            | Villa d'Oro Pallavolo                         |
| 1962-63 | Avia Pervia Modena (5)                            | Villa d'Oro Pallavolo                         |
| 1963-64 | Gruppo Sportivo Vigili del Fuoco Otello Ruini (1) | Avia Pervia Modena                            |
| 1964-65 | Gruppo Sportivo Vigili del Fuoco Otello Ruini (2) | Pallavolo Parma                               |
| 1965-66 | Virtus Pallavolo Bologna (1)                      | Gruppo Sportivo Vigili del Fuoco Otello Ruini |
| 1966-67 | Virtus Pallavolo Bologna (2)                      | Pallavolo Parma                               |
| 1967-68 | Gruppo Sportivo Vigili del Fuoco Otello Ruini (3) | Pallavolo Parma                               |
| 1968-69 | Pallavolo Parma (3)                               | Virtus Pallavolo Bologna                      |
| 1969-70 | Panini (1)                                        | Gruppo Sportivo Vigili del Fuoco Otello Ruini |
| 1970-71 | Gruppo Sportivo Vigili del Fuoco Otello Ruini (4) | Panini                                        |
| 1971-72 | Panini (2)                                        | Gruppo Sportivo Vigili del Fuoco Otello Ruini |
| 1972-73 | Gruppo Sportivo Vigili del Fuoco Otello Ruini (5) | Virtus Pallavolo Bologna                      |
| 1973-74 | Panini (3)                                        | Virtus Pallavolo Bologna                      |
| 1974-75 | Ariccia Volley Club (1)                           | Pallavolo Torino                              |
| 1975-76 | Panini (4)                                        | Pallavolo Torino                              |
| 1976-77 | Federlazio Roma (2)                               | Pallavolo Catania                             |
| 1977-78 | Pallavolo Catania (1)                             | Federlazio Roma                               |
| 1978-79 | Pallavolo Torino (1)                              | Panini                                        |
| 1979-80 | Pallavolo Torino (2)                              | Pallavolo Catania                             |
| 1980-81 | Pallavolo Torino (3)                              | Panini                                        |
| 1981-82 | Pallavolo Parma (4)                               | Pallavolo Torino                              |
| 1982-83 | Pallavolo Parma (5)                               | Pallavolo Torino                              |
| 1983-84 | Pallavolo Torino (4)                              | Pallavolo Parma                               |
| 1984-85 | Zinella Volley Bologna (1)                        | Panini                                        |
| 1985-86 | Panini (5)                                        | Zinella Volley Bologna                        |
| 1986-87 | Panini (6)                                        | Pallavolo Parma                               |
| 1987-88 | Panini (7)                                        | Pallavolo Parma                               |
| 1988-89 | Panini (8)                                        | Pallavolo Parma                               |
| 1989-90 | Pallavolo Parma (6)                               | Panini                                        |
| 1990-91 | Porto Ravenna Volley (1)                          | Pallavolo Parma                               |
| 1991-92 | Pallavolo Parma (7)                               | Porto Ravenna Volley                          |
| 1992-93 | Pallavolo Parma (8)                               | Volley Gonzaga Milano                         |
| 1993-94 | Volley Treviso (1)                                | Volley Gonzaga Milano                         |
| 1994-95 | Daytona (9)                                       | Volley Treviso                                |
| 1995-96 | Volley Treviso (2)                                | Cuneo                                         |
| 1996-97 | Daytona (10)                                      | Volley Treviso                                |
| 1997-98 | Volley Treviso (3)                                | Cuneo                                         |
| 1998-99 | Volley Treviso (4)                                | Daytona                                       |
| 1999-00 | Roma Volley (1)                                   | Daytona                                       |
| 2000-01 | Volley Treviso (5)                                | Volley Milano                                 |
| 2001-02 | Daytona (11)                                      | Volley Treviso                                |
| 2002-03 | Volley Treviso (6)                                | Daytona                                       |
| 2003-04 | Volley Treviso (7)                                | Pallavolo Piacenza                            |
| 2004-05 | Volley Treviso (8)                                | Perugia                                       |
| 2005-06 | AS Volley Lube (1)                                | Volley Treviso                                |
| 2006-07 | Volley Treviso (9)                                | Pallavolo Piacenza                            |
| 2007-08 | Trentino Volley (1)                               | Pallavolo Piacenza                            |
| 2008-09 | Pallavolo Piacenza (1)                            | Trentino Volley                               |
| 2009-10 | Piemonte Volley (1)                               | Trentino Volley                               |
| 2010-11 | Trentino Volley (2)                               | Piemonte Volley                               |
| 2011-12 | AS Volley Lube (2)                                | Trentino Volley                               |
| 2012-13 | Trentino Volley (3)                               | Pallavolo Piacenza                            |
| 2013-14 | AS Volley Lube (3)                                | Sir Safety Perugia                            |
| 2014-15 | Trentino Volley (4)                               | Modena Volley                                 |
| 2015-16 | Modena Volley (12)                                | Sir Safety Perugia                            |
| 2016-17 | AS Volley Lube (4)                                | Trentino Volley                               |
| 2017-18 | Sir Safety Perugia (1)                            | AS Volley Lube                                |
| 2018-19 | AS Volley Lube (5)                                | Sir Safety Perugia                            |
| 2019-20 | Ej utdelade                                       | Ej utdelade                                   |
| 2020–21 | AS Volley Lube (6)                                | Sir Safety Perugia                            |
| 2021-22 | AS Volley Lube (7)                                | Sir Safety Perugia                            |